# Austin Hayes
Austin Hayes (født 15. juli 1958, død 3. december 1986) var en engelsk-født irsk fodboldspiller (venstre kant).
På klubplan tilbragte Hayes det meste af sin karriere i England, hvor han repræsenterede blandt andet Southampton, Millwall og Northampton Town.
Hayes spillede desuden én kamp for det irske landshold, en EM-kvalifikationskamp mod Danmark 2. maj 1979.
Hayes døde i 1986, i en alder af kun 28 år, af lungekræft.